# Межконтинентальный узел
Повесть «Межконтинентальный узел» — продолжение произведения Юлиана Семёнова под названием «ТАСС уполномочен заявить…».
Первое издание повести выходит в свет в 1986 году, на заре разворачивающейся в СССР перестройки и гласности.
В мире продолжается жёсткое и бескомпромиссное соперничество двух сильнейших держав мира, СССР и США, и, естественно, своего апогея достигают невидимые для обычного гражданина закулисные сражения, развернувшиеся между советской и американской разведками. Между профессионалами КГБ и ЦРУ в беспощадных схватках часто решались судьбы как простого человека, так и целых стран.
Описываемые действия происходят в разных уголках земного шара, в том числе в Москве, Женеве, Западном Берлине.
Вот как сам автор вспоминал некоторые моменты написания повести «Межконтинентальный узел» в своей статье «БЕСЫ В ЛОНДОНЕ» (Рецензия на книгу Питера Райта «Spy Catcher»):

«2. „ТАСС“ я написал в 1978 году, а в прошлом году закончил вторую повесть — „Межконтинентальный узел“, являющийся продолжением „ТАССа“. В новой повести я уделяю много места делу шпиона Пеньковского, арестованного в Москве в 1961 году, хотя действие происходит в наши дни. В процессе работы над повестью я тщательно проанализировал стенографический отчет судебного процесса над Пеньковским и пришел к выводу, что он „работал“ не один, наверняка имел преемника. Читая же Питера Райта, я понял, что он всегда подозревал Пеньковского, „коронного агента MI-5“ — все это дело — „фокус русских“. Питер Райт считает, что Пеньковский не работал ни на Лондон, ни на CIA, а всегда верно исполнял свой „долг советского гражданина“. В моей повести есть отрывок, являющийся, если хотите, правленной стенограммой моего собеседования с одним из высших офицеров КГБ, который принимал участие в „работе“ с Пеньковским. Из него явно следует, что „двойник“ так себя вести не может. Поскольку „Межконтинентальный узел“ был напечатан в Советском Союзе в 1986 году, задолго до выхода в свет „Spy Catcher“, вряд ли можно заподозрить меня в том, что я, — конечно же, под „давлением властей“, — написал свою повесть в „пику“ Райту».

## Сюжет
В 1986 году советская контрразведка обращает своё внимание на необычно высокий всплеск активности резидентов ЦРУ в Москве и на основе аналитических заключений приходит к выводу, что американцы срочно решили задействовать в своей работе одного из своих совершенно секретных агентов.
Параллельно в данный отрезок времени в Женеве проходят переговоры о сокращении ядерных вооружений, у советской контрразведки возникает предположение, что эти события могут быть между собой каким-то образом связаны. И как в дальнейшем выясняется, ЦРУ активно продвигает интересы американской военной промышленности, совершенно не заинтересованной в вопросах разоружения.
Агенты ЦРУ стремятся во что бы то ни стало получить информацию о том, что СССР, прикрываясь переговорами, на самом деле разворачивает или собирается развернуть дополнительные ракеты с ядерными боеголовками. Соответствует данная информация истине или нет, американцев совершенно не интересует, главное, чтобы полученные сведения были из так называемого «надёжного источника».
Полковник Славин (главный герой произведения) приступает к поиску предателя. У него совместно с руководством сложилось мнение, что шпиона необходимо искать среди бывшего окружения Олега Пеньковского.